# VMware
VMware, Inc. (NYSE: VMW) — компанія-розробник програмного забезпечення, найбільш відома продуктами для віртуалізації x86-сумісних комп'ютерів, тобто програмних середовищ, що дозволяють на одному фізичному комп'ютері імітувати роботу кількох віртуальних машин, запускаючи на кожній з них різні операційні системи і застосунки. Популярні продукти компанії VMware vSphere, VMware Workstation, VMware Server, VMware ESX Server, VMware VirtualCenter, VMware ACE, VMware Player та кілька інших. Компанія перебуває у власності EMC Corporation (як незалежний підрозділ), основний підрозділ компанії розташований в Пало-Альто, Каліфорнія.

## Настільне програмне забезпечення

VMware Workstation запускає віртуальну машину з Ubuntu

VMware випустив свій перший продукт, VMware Workstation, в 1999 році. Цей набір програмного забезпечення дозволяє користувачам запускати кілька екземплярів x86 або x86-64-сумісних операційних систем на одному фізичному комп'ютері. VMware Fusion забезпечує подібну функціональність для споживачів платформи MacIntel, разом з повною сумісністю з віртуальними машинами, створеними іншою продукцією VMware.
Для споживачів без ліцензії на використання VMware Workstation або VMware Fusion, VMware пропонує безкоштовний продукт VMware Player, у якому можна запускати вже сконфігуровані віртуальні машини, а також створювати нові (починаючи з версії 3.0).

## Серверне програмне забезпечення
VMware пропонує два продукта віртуалізації для серверів: VMware ESX Server (колишня назва «ESX Server») та VMware Server (колишня назва «GSX Server»).
VMware ESX, продукт рівня підприємства, забезпечує більшу продуктивність, ніж вільний VMware Server. Крім того, VMware ESX інтегрується у VMware Virtual Infrastructure, що надає додаткові послуги для збільшення надійності і керованості серверного застосування. Продукт VMware Server пропонує інтерфейс користувача, подібний до VMware Workstation у вигляді і функціональності.
VMware Server також поширюється вільно, подібно до VMware Player, але водночас здатний створити віртуальні машини.
Починаючи з версії ESXi 3.5 update 2, гіпервізор VMware розповсюджується безоплатно. Гіпервізор дозволяє розділити комп'ютер на кілька віртуальних машин. Аналогічний інструмент Microsoft — Hyper-V — коштує $28.

## Приєднання до Linux Foundation
У серпні 2008 VMware приєдналася до некомерційної організації Linux Foundation. Після вступу в Linux Foundation компанія VMware планує передати розробникам співтовариства відкритий код низки своїх технологій. Зокрема, йдеться про інтерфейс Virtual Machine Interface (VMI) і інтерфейси паравіртуалізації. Крім того, VMware надаватиме допомогу в поліпшенні засобів віртуалізації програмних платформ Linux.

## Конкуренти
За даними звіту аналітичної компанії IDC «Долі ринку світових постачальників ПЗ віртуалізації в 2007 р.», лідером ринку є VMware з часткою 76% загальної виручки ($1,283 млрд).
Найбільшими постачальниками продуктів віртуалізації на світовий ринок, крім VMware, є IBM, HP, Parallels та Microsoft.
У цілому оборот світового ринку віртуалізації в 2007 р., згідно з оцінками IDC, зріс на 68,5% і досяг відмітки в $1,681 млрд проти $997,6 млн в 2006 р. Для порівняння, темпи приросту в 2006 р. склали 58,7%. За прогнозами IDC, зростання ринку ПЗ віртуалізації продовжиться і впродовж найближчих років. Дослідники називають технологію віртуалізації основою для побудови динамічної і швидко реагуючої на потребі бізнесу ІТ-інфраструктури.

## Повний перелік продуктів компанії
- VMware vSphere - платформа для віртуалізації ІТ-інфраструктури підприємства (раніше VMware Infrastructure).
- VMware ESX - гіпервізор, що є частиною продукту VMware vSphere (потребує окремого встановлення).
- VMware ESXi - версія VMware ESX без локальної консолі управління (присутня тільки сильно урізана консоль для техпідтримки). Для даної версії гіпервізора існує безкоштовна ліцензія, що виключає можливість централізованого управління.
- VMware View - комплексний продукт на базі VMware vSphere.
- Lab Manager - рішення віртуалізації із засобами автоматизації процесу створення багатомашинних конфігурацій.
- Site Recovery Manager - забезпечує автоматичне і централізоване аварійне відновлення.
- VMware VirtualCenter - засіб централізованого управління.
- VMware Workstation - дозволяє створювати і запускати одночасно кілька віртуальних машин (x86-архітектури), в кожній з яких працює своя гостьова операційна система. Підтримуються як 32-бітові, так і 64-бітові версії ОС.
- VMware Fusion - Версія VMware Workstation для Macintosh
- VMware ACE - розширення VMware Workstation із додатковими функціями для створення ізольованих, захищених користувацьких середовищ відповідно до концепції надійного комп'ютерного оточення (assured computing environment).
- VMware Player - безкоштовний (для особистого некомерційного використання) програмний продукт, призначений для створення (починаючи з версії 3.0) і запуску готових віртуальних машин (створених в VMware Workstation, або VMware Server).

- У лютому 2010 року VMware викупила у своєї материнської компанії, програмне забезпечення EMC Ionix, призначене для управління серверами і застосунками в центрах обробки даних. Куплені FastScale, Application Discovery Manager, Server Configuration Manager і Service Manager, які доповнять віртуалізаційні набори VMware vCenter і vSphere можливостями роботи з фізичним оточенням.

- VMware придбала у RTO Software, провайдера рішень забезпечення доступності критичних застосунків, частина програмного портфеля і команду співробітників, що займаються дослідженнями і розробками. У нові руки перейдуть набір управління профілями RTO Virtual Profiles, засіб відстеження застосунків Pinpoint та інструмент управління активами Discover: вони будуть впроваджені в продукт настільної віртуалізації VMware View.

## Виноски
1. ↑  https://awards.acm.org/about/2018-thacker
2. 1 2  Форма 10-K — 2023.
3. ↑  https://ir.vmware.com/websites/vmware/English/4100/financial-document-library.html
4. ↑  VMware Joins The Linux Foundation. Архів оригіналу за 12 серпня 2008. Процитовано 11 серпня 2008. [Архівовано 2008-08-12 у Wayback Machine.]
5. ↑  Аналитики назвали Топ-5 рынка виртуализации. Архів оригіналу за 9 червня 2015. Процитовано 21 червня 2019. [Архівовано 2015-06-09 у Wayback Machine.]